# حصارگلی
حصارگلی، روستایی از توابع بخش جوادآباد شهرستان ورامین در استان تهران ایران است.
این روستا جنوبی ترین نقطه استان تهران از لحاظ مختصات جغرافیایی و مسکونی بودن است.

## جمعیت
این روستا در دهستان بهنام عرب جنوبی قرار دارد و براساس سرشماری مرکز آمار ایران در سال ۱۳۸۵، جمعیت آن ۹۴ نفر (۲۶خانوار) بوده‌است.

## آثار تاریخی
- آب‌انبار حصار گلی